# Victor de Sabata
Victor Alberto de Sabata (Trieste, 10 de abril de 1892-Santa Margherita Liguria, 11 de diciembre de 1967) fue un pianista, violinista, director de orquesta y compositor italiano, considerado en su época el mayor rival de Arturo Toscanini y equiparable al alemán Wilhelm Furtwängler. Eximio intérprete del repertorio italiano, alemán y francés especialmente en Wagner, Verdi, Richard Strauss, su contemporáneo Respighi y Brahms.

## Trayectoria básica
De familia musical, su padre era maestro del coro de La Scala de Milán, estudió en el Conservatorio milanés composición y contrapunto para dedicarse a la dirección orquestal después de la Primera Guerra Mundial. Vivió en Montecarlo donde estrenó El niño y los sortilegios de Ravel e hizo giras por Francia e Italia y otro período en Estados Unidos donde estuvo al frente de Orquesta Sinfónica de Cincinnati.
En 1929 sustituyó a Arturo Toscanini como director artístico de La Scala debutando con La fanciulla del West de Puccini y una hoy legendaria versión de Tristán e Isolda de Wagner con Giuseppina Cobelli (Isolde) y Renato Zanelli (Tristan) que lo llevaría al Festival de Bayreuth en 1939 como el segundo director no alemán en dirigir en el teatro del festival (el primero había sido Toscanini en 1930).
En 1939 dirigió la Orquesta Filarmónica de Berlín, las autoridades nazis se lo permitieron sin objetar su origen judío por parte de madre, debido a la amistad personal del compositor con Benito Mussolini.
Al finalizar la Segunda Guerra Mundial actuó en Londres, Edimburgo, Chicago, Nueva York, Boston y Buenos Aires dejando de dirigir en 1954 por problemas de salud.
En 1951-52 dirigió el histórico Falstaff, con Renata Tebaldi y Stabile y el Macbeth, en La Scala, con Callas, siendo entre 1953 y 1957 intendente del teatro y hasta 1963 su asesor artístico. Fue sucedido por Carlo Maria Giulini.
Dejó magníficas grabaciones, entre ellas una versión del Requiem de Verdi con Elisabeth Schwarzkopf, Oralia Domínguez, Giuseppe Di Stefano y Cesare Siepi, aunque su más célebre contribución es la completa de la ópera Tosca en 1953 protagonizada por Maria Callas, Giuseppe Di Stefano y Tito Gobbi a menudo vista como la más perfecta grabación en discos de esa ópera.
El Premio que lleva su nombre fue establecido para promover jóvenes músicos.

## Anecdotario
- Al igual que su rival Toscanini poseía una memoria prodigiosa que le permitía dirigir sin partitura.

- Su última actuación fue en 1957 durante el funeral de Toscanini en La Scala y la catedral de Milán.

- Al finalizar la guerra ayudó a su amigo y director Herbert von Karajan a relocalizarse en Italia.

- Su hija Eliana se casó con el director Aldo Ceccato y su nieta Isabella se casó con el director inglés John Eliot Gardiner.

- Durante su funeral, la orquesta de La Scala tocó sin director como mayor tributo.

## Discografía de referencia
- Beethoven: Symphony No 5; Respighi
- Debussy: 2 Nocturnes, Jeux, La Mer; Respighi
- Puccini: Tosca / Callas, Di Stefano, Gobbi
- Sibelius, Kodály, Stravinsky
- The Legendary Concert In Salzburg 1 de agosto de 1953 / De Sabata
- Verdi: Macbeth / Callas, Mascherini , 1952
- Verdi: Falstaff / Tebaldi, Stabile, Valetti.
- Verdi: Requiem / Schwarzkopf, Siepi
- Verdi, Requiem / Tebaldi, La Scala, Milan, 1951
- Wagner: Tristan und Isolde / Gertrud Grob-Prandl, Max Lorenz, La Scala 1951
- Wagner: The Ring - Historical Recordings 1926-1951 Vol 2 / Walter, Toscanini, De Sabata, Coates
- Brahms: Symphony No 4; Wagner, Richard Strauss, Berlín 1939
- Recordings on Deutsche Grammophon and Decca. Works by Beethoven, Berlioz, Brahms, Kodály, Mozart, Sibelius, R. Strauss & Verdi (2017)